# Адріан Кентерберійський
Святий Адріан Кентерберійський (Африка — 9 жовтня 710, Кентербері, Англія) — християнський святий, архієпископ Кентербері.

## Біографія
За походженням африканець, замолоду був настоятелем бенедиктинського монастиря Неріда поблизу Неаполя. Папа Віталій намагався призначити його архієпископом Кентербері, щоби замістити Святого Деусдедіта, який помер у 664 році, але Адріан вважав себе негідним такої честі, і просив папу призначити Теодора, грецького ченця, замість нього. Папа погодився за умови, що Адріан поїде за Теодором до Англії і буде його радником при управлінні Кентерберійською єпархією. Вони залишили Рим у 668 році, але Адріана було затримано у Франції, Ебруаном, мером палацу, який підозрював, що він був посланцем від східного імператора Константа ІІ до англійських королів. Після двох років Ебруан довідався, що його підозра була безпідставною і дозволив Адріану їхати в Англію. Зразу ж по його прибутті, архієпископ Теодор призначив його настоятелем монастиря Святого Петра в Кентербері, заснованого Святим Августином, апостолом Англії, і пізніше відомого як монастир Святого Остина. Адріан супроводжував Теодора при його апостольських подорожах в Англії і своєю розсудливою порадою і співпрацею допомагав архієпископу в його великій роботі єднання звичаїв і обрядів англо-саксонської церкви з римськими. Адріан був добре обізнаний в усіх галузях церковного і світського вчення. Під його керівництвом Кентерберійська школа стала центром англійської науки. Він заснував численні школи в різних частинах Англії. В цих школах Адріана здобували освіту багато святих, вчених (наприклад, Альдгельм), та місіонерів, які протягом наступного століття оживили згасаюче світло віри та науки у Франції та Німеччині. Провівши 39 років в Англії, Адріан помер у 710 році, невдовзі після того, як обійняв посаду архієпископа, і був похований в Кентербері.

## Чудеса святого
Після смерті Святого його тіло було віднайдено нетлінним в 1091 році, через 371 рік з часу його смерті. Адріан відомий чудесами, які допомогли студентам в нещастях зі своїми наставниками, а також різні чудеса пов'язані з його могилою в церкві Святого Августина. Монах Джоселін (англ. Joscelin the Monk), якого цитують Вільям з Малмбері та Капґрейв запевняють, що його могила славилася чудесами. Ім'я святого включено в англійські календарі.

## Пам'ять
Римо-католицька церква вшановує його пам'ять 9 січня, в день його смерті.